# Mourad Zimu
Mourad Zimu (arabe :مراد زيمو ), né le 2 janvier 1970 à Achallam, dans la commune d'Ifigha (daïra d'Azazga, wilaya de Tizi-Ouzou, Algérie), est un chanteur, écrivain et sociologue kabyle. Titulaire d'une licence en sociologie de l'université d'Alger et d'un DEA en socio-anthropologie de l'université de Paris VIII, il est également doctorant à Paris, où il réside depuis 2001.

## Biographie

### Jeunesse et formation
Mourad Zimu est né à Achallam, en Kabylie. Après avoir obtenu son baccalauréat en 1989 à Azazga, il poursuit des études de sociologie à l'université d'Alger. Il obtient ensuite son magistère au département de langue et culture amazighes de l'université Mouloud-Mammeri de Tizi-Ouzou. Il s'installe à Paris en 2001 pour y poursuivre des études doctorales en sociologie.

### Carrière musicale
Zimu entame sa carrière artistique en 1997 avec l'album « Ijeggigen n tsusmi (Les fleurs du silence) », suivi par « Salupri (Saloprie) » en 2001, « Maɛlic Tant pis (pas grave, tant pis !) » en 2004, « Apipri kan (à peu près) » en 2007 et « Nnaqus (Cloche) » en 2011. Son style musical est influencé par divers artistes tels que Si Moh, Ameziane Kezzar, Georges Brassens, Mohia et Renaud.

### Carrière littéraire
Mourad Zimu est le fondateur du magazine culturel « Tira », entièrement rédigé en langue kabyle. Il a également été membre du comité de rédaction de la revue culturelle « Anadi ». En tant qu'écrivain, Mourad Zimu a publié deux recueils de nouvelles en tamazight : « Tikli (La marche) » (HCA, 2004) et « Ameddakel (Le compagnon) » (Tira, 2009), ainsi qu'un roman : « Kawitu »,.
« Tikli  est considéré comme l'un des dix premiers textes représentatif du genre Tullizt/Tullist (nouvelle) qui commence en 1998 dans la littérature kabyle.

### Contributions et reconnaissances
Zimu a été membre du comité de rédaction de la revue d'études amazighes ANADI et a collaboré à la revue Tamazight Tura. Il a également été producteur et animateur d'émissions culturelles à la radio Chaîne II. Il a marqué la scène artistique par son approche originale et son engagement dans la promotion de la culture kabyle. Son roman « Kawitu » a reçu le prix Mohamed-Dib du roman Amazigh en 2020,.

## Discographie
- 1997 : Ijeggigen n tsusmi (Les fleurs du silence)
- 2001 : Salupri (Tafsut Edition)
- 2004 : Maɛlic Tant pis (Belda Diffusion)
- 2007 : Apipri kan (Izem Pro)
- 2011 : Nnaqus (Izem Pro)

## Publications
- 2004 : Tikli (HCA)
- 2009 : Ameddakel (Tira)
- 2019 : Kawitu (roman)[8],[9].